# Little Women (película de 1933)
Little Women —conocida en español como Mujercitas y como Las cuatro Hermanitas— es una película de 1933 dirigida por George Cukor y basada en la novela homónima de Louisa May Alcott.
Elenco: Katharine Hepburn como Jo, Frances Dee como Meg, Joan Bennett como Amy, Jean Parker como Beth, Spring Byington como Marmee March, Henry Stephenson como el señor Laurence, Douglass Montgomery como Laurie, Samuel S. Hinds como el señor March, John Davis Lodge como John Brooke, Mabel Colcord como Ana, Edna May Oliver como la tía March y Paul Lukas como el profesor Friedrich Bhaer.
La película fue la primera colaboración entre George Cukor y la actriz Katharine Hepburn, iniciando una relación que duraría muchos años. También demostró la capacidad del director para la dirección de actrices, un aspecto que acabaría definiendo gran parte de su carrera. Además, con "Mujercitas", Cukor consiguió su primera nominación al Óscar al mejor director.
La pieza que es el tema musical fue compuesta por Max Steiner.

## Argumento
Durante la Guerra de Secesión, cuatro hermanas han de pasar de la adolescencia a la juventud con su padre ausente. Son muy diferentes:
- Meg, una mujercita muy de su casa, amante del lujo y de las buenas maneras, las cuales trata de inculcar a Jo.

- Jo, una escritora de carácter fuerte y personalidad independiente.

- Beth, una pía, tímida, dulce, linda, talentosa y soñadora jovencita pianista.

- Amy, una bella, rubia y engreída artista plástica (pintora) muy talentosa.

Juntas lidiarán en el día día por superar sus defectos y temores para convertirse en todas unas mujercitas.

## Diferencias y semejanzas con la novela
Durante la Guerra de Secesión, cuatro hermanas han de pasar de la adolescencia a la juventud con su padre ausente. Son muy diferentes:
- En la novela Amy es sacada de la escuela del Sr. Davis por el maltrato que recibe por parte de éste. En esta película no es maltratada, pero él quiere acusarla con su mamá de haber estado dibujando en su pizarrín durante la clase y Amy llorosa le suplica que no la acuse; el profesor se compadece y accede a no acusarla, a pesar de que además Amy había dibujado una caricatura de él con una nariz monstruosa, joroba y las palabras "¡Señoritas, que las estoy viendo!" saliendo de su boca dentro de un globo. Pero en la novela Amy contó que ese dibujo lo había hecho otra alumna llamada Susie Perkins, que todas se rieron del dibujo, que el profesor las pilló, y muy enfadado y picado arrastró de la oreja a Susie y la hizo pararse junto a la pizarra delante de todas mostrándoles la cómica caricatura.

- La película no incluye el capítulo en el que tras un pleito Amy quema el libro de Jo, después cae al río congelado y casi muere, con lo que Jo le perdona su fechoría.

- El apodo especial de Jo a Laurie "Teddy" no tiene presencia en esta película.

- Jo acostumbra exclamar "¡Por Cristóbal Colón!" cuando está sorprendida, como en la novela.

- En esta adaptación, la pianista Beth es una bella señorita crecida.

- En la película la fiesta de año nuevo de la familia Gardiner (El baile de año nuevo) y la fiesta de la familia Moffat (Meg visita la Feria de las Vanidades) se fusionan en una sola fiesta que la da el señor Lawrence. A la fiesta de año nuevo de los Gardiner en la novela sólo acuden Meg y Jo, pero en el filme la fiesta se da en casa de Laurie y acuden las 4 hermanas.

- Beth, que es muy tímida, está muy asustada ante la idea de ir a la fiesta, pero es animada por su madre y por Amy, la cual le propone que ambas estén sentadas en la escalera mirando la fiesta en vez de bailar como los demás. Con el ambiente alegre de la fiesta a Beth se le pasa el miedo, se siente muy contenta y la pasa bien. Allí conoce al anfitrión, el buen señor Lawrence, quien le propone que se dé el gusto de tocar el piano de los Lawrence todo el tiempo que quiera, con lo que se gana la confianza y el cariño de la tímida niña pianista.

- En la novela Jo y Laurie bailan a solas la polka, pero en la película les observan Beth y Amy muy divertidas. Al traerles Laurie y Jo la comida, a Jo se le vuelca la bandeja y ese pequeño accidente les agúa la fiesta, a diferencia de la novela en la que Meg se tuerce un tobillo.

## Ficha técnica
- Productora: RKO
- Color: Blanco y negro
- Dirección artística: Van Nest Polglase
- Montaje: Jack Kitchin
- Asistente de dirección: Edward Killy
- Sonido: Frank H. Harris
- Efectos especiales: Harry Redmond Jr. y Harry Redmond Sr.
- Decorados: Ray Moyer
- Diseño de vestuario: Walter Plunkett
- Maquillaje: Mel Berns

## Premios
6.ª ceremonia de los Premios Óscar
| Reconocimiento   | Candidatos                      | Resultado |
| ---------------- | ------------------------------- | --------- |
| Mejor película   | Little Women                    | Candidata |
| Mejor director   | George Cukor                    | Candidato |
| Mejor adaptación | Victor Heerman y Sarah Y. Mason | Ganadores |

National Board of Review
| Reconocimiento              | Candidata    | Resultado |
| --------------------------- | ------------ | --------- |
| Diez mejores filmes del año | Little Women | Incluida  |

Revista Photoplay
| Reconocimiento   | Candidata    | Resultado |
| ---------------- | ------------ | --------- |
| Medalla de Honor | Little Women | Ganadora  |

Festival de Venecia de 1934
| Reconocimiento                   | Candidata         | Resultado |
| -------------------------------- | ----------------- | --------- |
| Medalla de oro a la mejor actriz | Katharine Hepburn | Ganadora  |